# WikiRank
Wikirank.net (sau WikiRank) este un serviciu Web online pentru evaluarea automată a calității și compararea articolelor din Wikipedia.
Prima mențiune a serviciului în lucrări științifice a fost în 2015. Unul dintre cercetările care descriu rezultatele evaluării calității folosind serviciul WikiRank a fost recunoscut ca fiind una dintre cele mai importante descoperiri ale Wikipedia și ale altor Wikimedia proiecte în 2017-2018
Caracteristica distinctivă a serviciului este că permite evaluarea calității și popularității articolelor Wikipedia cu o scară de la 0 la 100 ca urmare a calculului sintezei măsurii. Acest lucru simplifică compararea versiunilor lingvistice ale articolelor, care pot avea diferite scheme de clasificare și standarde de evaluare. Pentru a obține grade de calitate și popularitate, WikiRank folosește diferite măsuri normalizate importante ca lungime de text, număr de referințe, secțiuni, imagini, număr de vizite și altele
La început, serviciul a permis compararea calității articolelor în 7 versiuni lingvistice. Acum, serviciul poate evalua articole în mai mult de 50 de ediții lingvistice ale Wikipedia. În viitor, se intenționează să se includă noi măsuri pentru evaluarea calității, inclusiv semnalele sociale din surse sociale (cum ar fi Facebook, Twitter, Reddit, VKontakte, LinkedIn), referințe folosind motoarele de căutare (de exemplu Google, Bing, Baidu, Yandex și altele).
WikiRank este folosit și în scopuri didactice în diferite instituții de învățământ superior (cum ar fi Universitatea din Varșovia).
Rezultate obținute de WikiRank folosite în evaluarea calității infoboxes.

## Legături externe
- WikiRank RO - Evaluarea de calitate și popularitate a Wikipedia românească